# Itália na Universíada de Verão de 2021
A Itália participou da Universíada de Verão de 2021, que aconteceu em Chengdu, na China, entre 28 de julho e 8 de agosto de 2023.
Foram 187 atletas — 94 masculinos e 93 femininos — em 13 modalidades olímpicas.

## Competidores
Estas foram as modalidades e atletas que disputaram a edição:
| Esporte             | Masculino | Feminino | Total |
| ------------------- | --------- | -------- | ----- |
| Atletismo           | 4         | 10       | 14    |
| Esgrima             | 12        | 12       | 24    |
| Ginástica artística | 5         | 0        | 5     |
| Judo                | 4         | 4        | 8     |
| Natação             | 21        | 15       | 36    |
| Polo aquático       | 13        | 13       | 26    |
| Remo                | 12        | 13       | 25    |
| Saltos ornamentais  | 1         | 2        | 3     |
| Taekwondo           | 1         | 3        | 4     |
| Tênis               | 1         | 1        | 2     |
| Tiro                | 2         | 2        | 4     |
| Tiro com arco       | 6         | 6        | 12    |
| Voleibol            | 12        | 12       | 24    |
| Total               | 94        | 93       | 187   |

## Medalhas

### Por modalidade
Estas foram as medalhas por modalidade nesta edição:
| Esporte            | Medalha de ouro | Medalha de prata | Medalha de bronze | Total de medalhas |
| ------------------ | --------------- | ---------------- | ----------------- | ----------------- |
| Natação            | 8               | 10               | 13                | 31                |
| Atletismo          | 3               | 0                | 0                 | 3                 |
| Esgrima            | 2               | 4                | 2                 | 8                 |
| Remo               | 2               | 3                | 2                 | 7                 |
| Polo aquático      | 1               | 1                | 0                 | 2                 |
| Voleibol           | 1               | 0                | 0                 | 1                 |
| Tiro com arco      | 0               | 0                | 2                 | 2                 |
| Judô               | 0               | 0                | 1                 | 1                 |
| Saltos ornamentais | 0               | 0                | 1                 | 1                 |
| Total              | 17              | 18               | 21                | 56                |